# 捷克护照
捷克护照（捷克語：cestovní pas）是发给捷克共和国国民的国际旅行证件，也可以作为捷克公民身份的证明。除了使持证人能够在国际上旅行并作为捷克公民身份的标志外，护照还有助于在捷克领事馆领事不在的情况下获得捷克驻外领事官员或其他欧盟成员国的援助。
每个捷克公民也是欧盟公民。该护照允许在欧盟、瑞士和欧洲经济区的任何国家自由流动和居住，但实际上需要有护照或捷克国民身份证来证明身份。

## 应用
捷克护照由捷克内政部（Ministerstvo vnitra）颁发，按照国际惯例，护照仍然是捷克共和国的财产，可以在任何时候被收回。根据捷克国籍法，它是一个有效的公民身份证明文件。公民可以同时持有多本护照，子女也可以包括在护照中。捷克外交部不定期发布与捷克共和国有免签证安排的国家名单。

在申请捷克护照时，必须提交两张35mm x 45mm尺寸的照片。

## 持照人签证要求

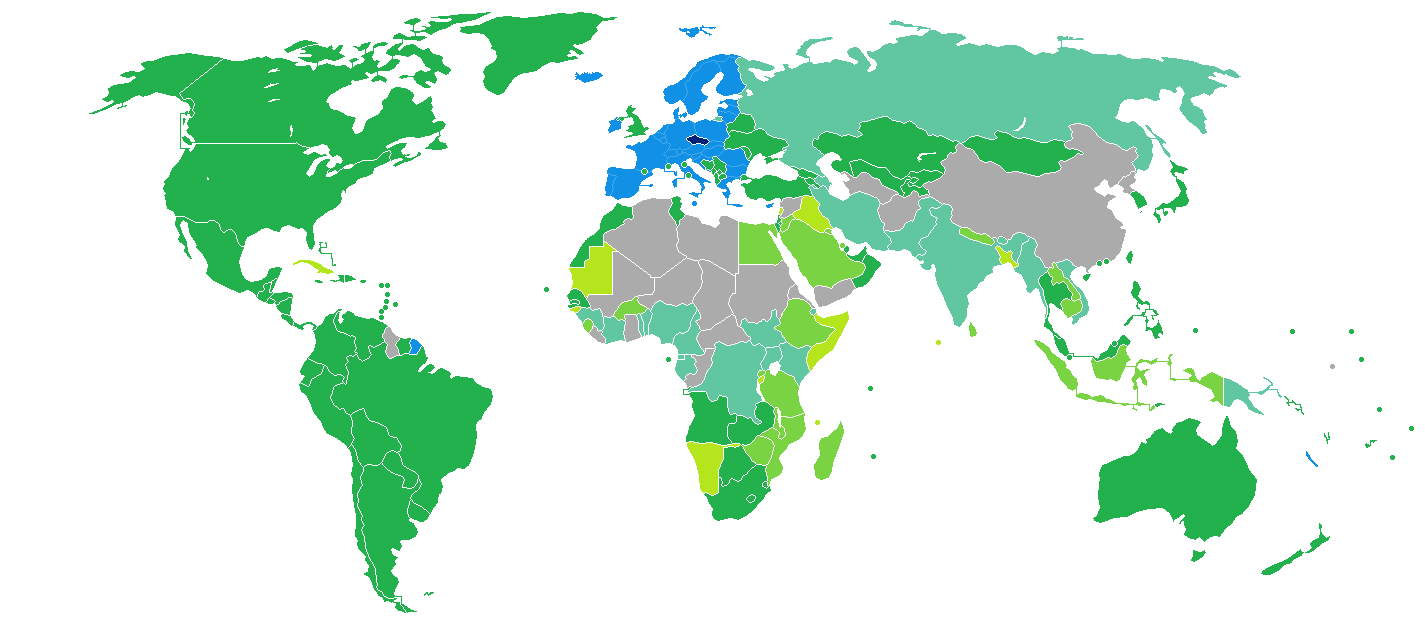
捷克公民的签证要求
捷克
可自由迁徙
免签国家/地区
落地签证
电子签证
落地/电子签证
需要签证

根据2025年1月8日发布的亨利护照指数，捷克护照可免签证、落地签证或电子签证入境187个国家和地区，位居世界第8，与匈牙利护照并列。由于欧盟条约第21条赋予的自由流动和居住的权利，捷克公民可以在欧盟内任何国家生活和工作。